# Héctor Herrera
Héctor Miguel Herrera López (Tijuana, 19 aprile 1990) è un calciatore messicano, centrocampista del Toluca.

## Caratteristiche tecniche
Soprannominato El Zorro (la volpe), di ruolo centrocampista, ma può giocare anche nella posizione più arretrata di mediano, tuttavia nonostante il ruolo difensivo che ricopre, è un calciatore grintoso che si rende pericoloso pure in attacco, sia in fase di tiro che in chiave assist.
È un calciatore tatticamente disciplinato,sa calciare con potenza, abile nel tiro da fuori area, inoltre come finalizzatore usa bene entrambi i piedi, è capace di segnare anche con i calci di punizione, abile a muoversi senza palla e ottimo in transizione e a recuperare palloni.

## Carriera

### Club

#### Pachuca e Porto
Héctor Herrera inizia la sua carriera tra i professionisti nel 2010, quando è acquistato dal Pachuca, con la cui maglia debutta il 22 luglio in occasione del match con i Chivas de Guadalajara. La prima ammonizione subita in carriera risale al 7 agosto 2011, durante la partita di campionato con il Querétaro. Il 28 novembre, durante il match di campionato con il Tigres, subisce la prima espulsione in carriera, dopo aver ricevuto una doppia ammonizione.Ha segnato solo due gol con la squadra, nel 2013, il primo con la rete del 2-0 battendo l'Atlante, e poi con il gol del 1-0 sconfiggendo il Santos Laguna.
Il 28 giugno 2013 è ufficializzata l'acquisizione dell'80% del cartellino del giocatore messicano da parte del Porto per 8 milioni di euro; Herrera firma un contratto fino al 2017, in cui è presente una clausola di rescissione di 40 milioni di euro. Il 15 settembre 2015 firma il prolungamento fino al 30 giugno 2019. Segna il suo primo gol il 20 dicembre con la rete del 4-0 sconfiggendo l'Olhanense.Il 20 agosto 2014 Herrera segna il gol del 1-0 battendo il Lille nelle qualificazioni di Champions League, ottenuto l'accesso al campionato continentale segna una rete nella vittoria per 2-1 contro l'Atletico Bilbao, sigla un gol anche contro il Basilea vincendo per 4-0, inoltre con una rete e due assist vincenti è l'uomo partita nel vinto per 3-1 contro il BATĖ Borisov. Il suo miglior risultato personale, con nove reti in campionato, è riuscito a concretizzarlo nella stagione 2015-2016, segna una rete contro il CD National e il União da Madeira vincendo entrambe le partite per 4-0, apre le marcature nella vittoria per 5-0 contro il Boavista, è autore di una rete anche contro l'Académica vincendo per 3-1, segna un gol pure nella vittoria per 2-1 contro il Benfica.
Vince l'edizione 2017-2018 del campionato portoghese dove segna tre gol, sigla una rete sia contro il Boavista che il Belenenses vincendo per 2-0 entrambe le partite, inoltre con il suo gol la squadra batte per 1-0 il Benfica. Riesce a segnare una rete contro il Lipsia vincendo per 3-1 una partita di UEFA Champions League 2017-2018. Durante la Taça de Portugal segna un gol nei quarti di finale battendo per 2-1 il Leixões, durante la finale contro lo Sporting Clube de Portugal Herrera serve l'assist con il quale il suo compagno Tiquinho Soares segna la prima rete della partita, che si conclude per 2-2 alla fine dei tempi supplementari, il Porto tuttavia perde per 5-4 ai rigori. Il 6 novembre 2018 Herrera segna il suo ultimo gol nella Champions League, battendo per 4-1 il Lokomotiv Mosca.

#### Atlético Madrid e Houston Dynamo
Il 30 giugno 2019, dopo la scelta di non rinnovare con il Porto, viene annunciato come nuovo giocatore dell'Atlético Madrid. Esordisce con i Rojiblancos in occasione della partita di UEFA Champions League contro gli italiani della Juventus, subentrando a Thomas e realizzando il gol del definitivo 2-2. Questa è l'unica rete stagionale in assoluto per il giocatore che fatica a convincere nell'arco di tutto l'anno.
Il 2 marzo 2022 firma un contratto biennale (con opzione per un altro anno) con gli Houston Dynamo con decorrenza dal 1º luglio seguente. Vince la Open Cup dove segna un gol nella semifinale sconfiggendo il Real Salt Lake. Durante l'edizione 2023 della Major League Soccer Herrera segna cinque reti, è autore del gol del 2-0 battendo Austin, riesce a segnare una rete su calcio di punizione sconfiggendo prima per 3-0 i Los Angeles Galaxy e poi per 4-1 il Vancouver FC, l'ultimo gol lo segna nei quarti di finale permettendo alla squadra di battere per 1-0 lo Sporting Kansas City, perdono però la partita successiva contro il LAFC per 4-0 in semifinale.

### Nazionale
Il 24 marzo 2012 ha debuttato con ll'Under-23 in occasione del match contro i pari età di Trinidad e Tobago. Nel 2012 ha vinto la medaglia d'oro alle Olimpiadi a Londra con la nazionale olimpica, nei quarti di finale, nel secondo tempo supplementare, Herrera con un tiro a porta vuota segna la rete del 4-2 sconfiggendo il Senegal, infine il Messico batte il Brasile in finale dove Herrera ha giocato per tutta la partita da titolare.
Convocato per il Mondiale brasiliano, Herrera si mette in luce con la casacca della nazionale messicana, durante la vittoria per 3-1 contro la Croazia, Herrera con un calcio d'angolo permette al proprio compagno di squadra Rafael Márquez di segnare il primo gol della partita con un colpo di testa. Successivamente viene convocato anche per la Copa América Centenario negli Stati Uniti dove segna una sola rete nella vittoria per 3-1 contro l'Uruguay, inoltre con un suo assist il suo compagno di squadra Oribe Peralta sigla il gol del 2-0 battendo la Giamaica. Durante la FIFA Confederations Cup 2017 per merito dei due assist vincenti di Herrera la squadra batte in rimonta per 2-1 la Russia grazie ai gol di Néstor Araujo e Hirving Lozano.
Viene convocato per il Mondiale di Russia, dove il Messico consegue il raggiungimento agli ottavi di finale, eliminato poi dal Brasile.
Segna la sua unica doppietta in nazionale in un'amichevole disputata il 4 luglio 2021 sconfiggendo per 4-0 la Negeria. Partecipa alla Gold Cup Stati Uniti 2021, grazie all'assist di Herrera la squadra sconfigge per 1-0 l'El Salvador con il gol di Luis Rodríguez, inoltre sigla la rete del 2-1 battendo in semifinale il Canada, tuttavia il Messico si piazza solo al secondo posto dopo aver perso la finale contro la nazionale di casa dato che gli Stati Uniti vincono per 1-0 ai tempi supplementari.
Il 6 giugno 2022, nella gara amichevole pareggiata 0-0 contro l'Ecuador, raggiunge le 100 presenze in nazionale.

## Statistiche

### Presenze e reti nei club
Statistiche aggiornate al 28 maggio 2022.
| Stagione               | Squadra                | Campionato             | Campionato | Campionato | Coppe nazionali | Coppe nazionali | Coppe nazionali | Coppe continentali | Coppe continentali | Coppe continentali | Altre coppe | Altre coppe | Altre coppe | Totale | Totale |
| Stagione               | Squadra                | Comp                   | Pres       | Reti       | Comp            | Pres            | Reti            | Comp               | Pres               | Reti               | Comp        | Pres        | Reti        | Pres   | Reti   |
| ---------------------- | ---------------------- | ---------------------- | ---------- | ---------- | --------------- | --------------- | --------------- | ------------------ | ------------------ | ------------------ | ----------- | ----------- | ----------- | ------ | ------ |
| 2011-2012              | Pachuca                | PD                     | 23+4       | 0          | -               | -               | -               | -                  | -                  | -                  | -           | -           | -           | 27     | 0      |
| 2012-2013              | Pachuca                | PD                     | 25         | 2          | CM              | 2               | 0               | -                  | -                  | -                  | -           | -           | -           | 26     | 2      |
| Totale Pachuca         | Totale Pachuca         | Totale Pachuca         | 48+4       | 2          |                 | 2               | 0               |                    | 0                  | 0                  |             | -           | -           | 54     | 2      |
| 2013-2014              | Porto                  | PL                     | 17         | 3          | CP+CdL          | 4+2             | 0               | UCL+UEL            | 3+5                | 0                  | SP          | 0           | 0           | 31     | 3      |
| 2014-2015              | Porto                  | PL                     | 33         | 3          | CP+CdL          | 1+1             | 0               | UCL                | 11                 | 4                  | -           | -           | -           | 46     | 7      |
| 2015-2016              | Porto                  | PL                     | 29         | 9          | CP+CdL          | 3+0             | 0               | UCL+UEL            | 4+2                | 0                  | -           | -           | -           | 38     | 9      |
| 2016-2017              | Porto                  | PL                     | 23         | 2          | CP+CdL          | 1+3             | 0               | UCL                | 8                  | 0                  | -           | -           | -           | 35     | 2      |
| 2017-2018              | Porto                  | PL                     | 29         | 3          | CP+CdL          | 4+3             | 1+0             | UCL                | 6                  | 1                  | -           | -           | -           | 42     | 5      |
| 2018-2019              | Porto                  | PL                     | 33         | 6          | CP+CdL          | 6+4             | 1+0             | UCL                | 9                  | 2                  | SP          | 1           | 0           | 53     | 9      |
| Totale Porto           | Totale Porto           | Totale Porto           | 164        | 27         |                 | 32              | 2               |                    | 48                 | 7                  |             | 1           | 0           | 245    | 36     |
| 2019-2020              | Atlético Madrid        | PD                     | 21         | 0          | CR              | 1               | 0               | UCL                | 6                  | 1                  | SS          | 2           | 0           | 30     | 1      |
| 2020-2021              | Atlético Madrid        | PD                     | 16         | 0          | CR              | 0               | 0               | UCL                | 5                  | 0                  | -           | -           | -           | 21     | 0      |
| 2021-2022              | Atlético Madrid        | PD                     | 21         | 0          | CR              | 1               | 0               | UCL                | 4                  | 0                  | SS          | 1           | 0           | 27     | 0      |
| Totale Atlético Madrid | Totale Atlético Madrid | Totale Atlético Madrid | 58         | 0          |                 | 2               | 0               |                    | 15                 | 1                  |             | 3           | 0           | 78     | 1      |
| 2022                   | Houston Dynamo         | MLS                    | 10         | 0          | USOC            | 0               | 0               | -                  | -                  | -                  | -           | -           | -           | 10     | 0      |
| 2023                   | Houston Dynamo         | MLS                    | 30+5       | 4+1        | USOC            | 5               | 1               | -                  | -                  | -                  | LC          | 4           | 0           | 44     | 6      |
| 2024                   | Houston Dynamo         | MLS                    | 18         | 1          | USOC            | 1               | 0               | CCC                | 0                  | 0                  | LC          | 0           | 0           | 19     | 1      |
| Totale Houston Dynamo  | Totale Houston Dynamo  | Totale Houston Dynamo  | 63         | 6          |                 | 6               | 1               |                    | 0                  | 0                  |             | 4           | 0           | 73     | 7      |
| Totale carriera        | Totale carriera        | Totale carriera        | 336        | 35         |                 | 42              | 3               |                    | 63                 | 8                  |             | 8           | 0           | 450    | 46     |

### Cronologia presenze e reti in nazionale
| Cronologia completa delle presenze e delle reti in nazionale ― Messico | Cronologia completa delle presenze e delle reti in nazionale ― Messico | Cronologia completa delle presenze e delle reti in nazionale ― Messico | Cronologia completa delle presenze e delle reti in nazionale ― Messico | Cronologia completa delle presenze e delle reti in nazionale ― Messico | Cronologia completa delle presenze e delle reti in nazionale ― Messico | Cronologia completa delle presenze e delle reti in nazionale ― Messico | Cronologia completa delle presenze e delle reti in nazionale ― Messico |
| Data                                                                   | Città                                                                  | In casa                                                                | Risultato                                                              | Ospiti                                                                 | Competizione                                                           | Reti                                                                   | Note                                                                   |
| ---------------------------------------------------------------------- | ---------------------------------------------------------------------- | ---------------------------------------------------------------------- | ---------------------------------------------------------------------- | ---------------------------------------------------------------------- | ---------------------------------------------------------------------- | ---------------------------------------------------------------------- | ---------------------------------------------------------------------- |
| 16-10-2012                                                             | Città del Messico                                                      | Messico                                                                | 2 – 0                                                                  | El Salvador                                                            | Qual. Mondiali 2014                                                    | -                                                                      | 68’                                                                    |
| 30-1-2013                                                              | Phoenix                                                                | Messico                                                                | 1 – 1                                                                  | Danimarca                                                              | Amichevole                                                             | -                                                                      | 84’                                                                    |
| 6-2-2013                                                               | Città del Messico                                                      | Messico                                                                | 0 – 0                                                                  | Giamaica                                                               | Qual. Mondiali 2014                                                    | -                                                                      | 67’                                                                    |
| 22-3-2013                                                              | San Pedro Sula                                                         | Honduras                                                               | 2 – 2                                                                  | Messico                                                                | Qual. Mondiali 2014                                                    | -                                                                      | 87’                                                                    |
| 17-4-2013                                                              | San Francisco                                                          | Messico                                                                | 0 – 0                                                                  | Perù                                                                   | Amichevole                                                             | -                                                                      | 46’ 52’                                                                |
| 31-5-2013                                                              | Houston                                                                | Messico                                                                | 2 – 2                                                                  | Nigeria                                                                | Amichevole                                                             | -                                                                      | 46’                                                                    |
| 11-6-2013                                                              | Città del Messico                                                      | Messico                                                                | 0 – 0                                                                  | Costa Rica                                                             | Qual. Mondiali 2014                                                    | -                                                                      | 83’                                                                    |
| 19-6-2013                                                              | Fortaleza                                                              | Brasile                                                                | 2 – 0                                                                  | Messico                                                                | Conf. Cup 2013 - 1º turno                                              | -                                                                      | 58’ 89’                                                                |
| 10-9-2013                                                              | Columbus                                                               | Stati Uniti                                                            | 2 – 0                                                                  | Messico                                                                | Qual. Mondiali 2014                                                    | -                                                                      | 55’                                                                    |
| 5-3-2014                                                               | Città del Messico                                                      | Messico                                                                | 0 – 0                                                                  | Nigeria                                                                | Amichevole                                                             | -                                                                      | 83’                                                                    |
| 31-5-2014                                                              | Città del Messico                                                      | Messico                                                                | 3 – 1                                                                  | Ecuador                                                                | Amichevole                                                             | -                                                                      | 72’                                                                    |
| 3-6-2014                                                               | Chicago                                                                | Messico                                                                | 0 – 1                                                                  | Bosnia ed Erzegovina                                                   | Amichevole                                                             | -                                                                      | 71’                                                                    |
| 6-6-2014                                                               | Foxborough                                                             | Messico                                                                | 0 – 1                                                                  | Portogallo                                                             | Amichevole                                                             | -                                                                      | 83’ 85’                                                                |
| 13-6-2014                                                              | Natal                                                                  | Messico                                                                | 1 – 0                                                                  | Camerun                                                                | Mondiali 2014 - 1º turno                                               | -                                                                      | 90+2’                                                                  |
| 17-6-2014                                                              | Fortaleza                                                              | Brasile                                                                | 0 – 0                                                                  | Messico                                                                | Mondiali 2014 - 1º turno                                               | -                                                                      | 76’                                                                    |
| 23-6-2014                                                              | Recife                                                                 | Croazia                                                                | 1 – 3                                                                  | Messico                                                                | Mondiali 2014 - 1º turno                                               | -                                                                      |                                                                        |
| 29-6-2014                                                              | Fortaleza                                                              | Paesi Bassi                                                            | 2 – 1                                                                  | Messico                                                                | Mondiali 2014 - Ottavi di finale                                       | -                                                                      |                                                                        |
| 6-9-2014                                                               | Santa Clara                                                            | Cile                                                                   | 0 – 0                                                                  | Messico                                                                | Amichevole                                                             | -                                                                      | 74’                                                                    |
| 9-9-2014                                                               | Denver                                                                 | Bolivia                                                                | 0 – 1                                                                  | Messico                                                                | Amichevole                                                             | -                                                                      | 74’                                                                    |
| 9-10-2014                                                              | Tuxtla Gutiérrez                                                       | Messico                                                                | 2 – 0                                                                  | Honduras                                                               | Amichevole                                                             | -                                                                      | 60’                                                                    |
| 12-10-2014                                                             | Santiago de Querétaro                                                  | Messico                                                                | 1 – 0                                                                  | Panama                                                                 | Amichevole                                                             | -                                                                      | 46’                                                                    |
| 12-11-2014                                                             | Amsterdam                                                              | Paesi Bassi                                                            | 2 – 3                                                                  | Messico                                                                | Amichevole                                                             | -                                                                      | 82’                                                                    |
| 18-11-2014                                                             | Barysaŭ                                                                | Bielorussia                                                            | 3 – 2                                                                  | Messico                                                                | Amichevole                                                             | -                                                                      | 54’                                                                    |
| 28-3-2015                                                              | Los Angeles                                                            | Messico                                                                | 1 – 0                                                                  | Ecuador                                                                | Amichevole                                                             | -                                                                      | 84’                                                                    |
| 27-6-2015                                                              | Orlando                                                                | Messico                                                                | 2 – 2                                                                  | Costa Rica                                                             | Amichevole                                                             | -                                                                      | 78’                                                                    |
| 1-7-2015                                                               | Houston                                                                | Messico                                                                | 0 – 0                                                                  | Honduras                                                               | Amichevole                                                             | -                                                                      | 63’                                                                    |
| 9-7-2015                                                               | Chicago                                                                | Messico                                                                | 6 – 0                                                                  | Cuba                                                                   | Gold Cup 2015 - 1º turno                                               | -                                                                      |                                                                        |
| 12-7-2015                                                              | Glendale                                                               | Guatemala                                                              | 0 – 0                                                                  | Messico                                                                | Gold Cup 2015 - 1º turno                                               | -                                                                      |                                                                        |
| 15-7-2015                                                              | Charlotte                                                              | Messico                                                                | 4 – 4                                                                  | Trinidad e Tobago                                                      | Gold Cup 2015 - 1º turno                                               | -                                                                      | 66’                                                                    |
| 19-7-2015                                                              | East Rutherford                                                        | Messico                                                                | 1 – 0 dts                                                              | Costa Rica                                                             | Gold Cup 2015 - Quarti di finale                                       | -                                                                      | 60’                                                                    |
| 22-7-2015                                                              | Atlanta                                                                | Panama                                                                 | 1 – 2 dts                                                              | Messico                                                                | Gold Cup 2015 - Semifinale                                             | -                                                                      | 55’                                                                    |
| 4-9-2015                                                               | Sandy                                                                  | Messico                                                                | 3 – 3                                                                  | Trinidad e Tobago                                                      | Amichevole                                                             | 1                                                                      | 73’                                                                    |
| 8-9-2015                                                               | Arlington                                                              | Argentina                                                              | 2 – 2                                                                  | Messico                                                                | Amichevole                                                             | 1                                                                      | 82’                                                                    |
| 10-10-2015                                                             | Pasadena                                                               | Stati Uniti                                                            | 2 – 3                                                                  | Messico                                                                | Amichevole                                                             | -                                                                      |                                                                        |
| 13-10-2015                                                             | Toluca de Lerdo                                                        | Messico                                                                | 1 – 0                                                                  | Panama                                                                 | Amichevole                                                             | -                                                                      | 46’                                                                    |
| 13-11-2015                                                             | Città del Messico                                                      | Messico                                                                | 3 – 0                                                                  | El Salvador                                                            | Qual. Mondiali 2018                                                    | 1                                                                      |                                                                        |
| 17-11-2015                                                             | San Pedro Sula                                                         | Honduras                                                               | 0 – 2                                                                  | Messico                                                                | Qual. Mondiali 2018                                                    | -                                                                      |                                                                        |
| 25-3-2016                                                              | Vancouver                                                              | Canada                                                                 | 0 – 3                                                                  | Messico                                                                | Qual. Mondiali 2018                                                    | -                                                                      |                                                                        |
| 29-3-2016                                                              | Città del Messico                                                      | Messico                                                                | 2 – 0                                                                  | Canada                                                                 | Qual. Mondiali 2018                                                    | -                                                                      | 62’                                                                    |
| 1-6-2016                                                               | San Diego                                                              | Messico                                                                | 1 – 0                                                                  | Cile                                                                   | Amichevole                                                             | -                                                                      | 65’                                                                    |
| 5-6-2016                                                               | Glendale                                                               | Messico                                                                | 3 – 1                                                                  | Uruguay                                                                | Coppa America Centenario - 1º turno                                    | 1                                                                      |                                                                        |
| 9-6-2016                                                               | Pasadena                                                               | Messico                                                                | 2 – 0                                                                  | Giamaica                                                               | Coppa America Centenario - 1º turno                                    | -                                                                      |                                                                        |
| 13-6-2016                                                              | Houston                                                                | Messico                                                                | 1 – 1                                                                  | Venezuela                                                              | Coppa America Centenario - 1º turno                                    | -                                                                      | 45+1’                                                                  |
| 18-6-2016                                                              | Santa Clara                                                            | Messico                                                                | 0 – 7                                                                  | Cile                                                                   | Coppa America Centenario - Quarti di finale                            | -                                                                      |                                                                        |
| 2-9-2016                                                               | San Salvador                                                           | El Salvador                                                            | 1 – 3                                                                  | Messico                                                                | Qual. Mondiali 2018                                                    | -                                                                      |                                                                        |
| 6-9-2016                                                               | Città del Messico                                                      | Messico                                                                | 0 – 0                                                                  | Honduras                                                               | Qual. Mondiali 2018                                                    | -                                                                      |                                                                        |
| 11-11-2016                                                             | New York                                                               | Stati Uniti                                                            | 1 – 2                                                                  | Messico                                                                | Qual. Mondiali 2018                                                    | -                                                                      | 58’                                                                    |
| 16-11-2016                                                             | Panama                                                                 | Panama                                                                 | 0 – 0                                                                  | Messico                                                                | Qual. Mondiali 2018                                                    | -                                                                      | 73’                                                                    |
| 24-3-2017                                                              | Città del Messico                                                      | Messico                                                                | 2 – 0                                                                  | Costa Rica                                                             | Qual. Mondiali 2018                                                    | -                                                                      |                                                                        |
| 28-3-2017                                                              | Port of Spain                                                          | Trinidad e Tobago                                                      | 0 – 1                                                                  | Messico                                                                | Qual. Mondiali 2018                                                    | -                                                                      |                                                                        |
| 27-5-2017                                                              | Los Angeles                                                            | Messico                                                                | 1 – 2                                                                  | Croazia                                                                | Amichevole                                                             | -                                                                      |                                                                        |
| 1-6-2017                                                               | East Rutherford                                                        | Irlanda                                                                | 1 – 3                                                                  | Messico                                                                | Amichevole                                                             | -                                                                      | 46’                                                                    |
| 8-6-2017                                                               | Città del Messico                                                      | Messico                                                                | 3 – 0                                                                  | Honduras                                                               | Qual. Mondiali 2018                                                    | -                                                                      |                                                                        |
| 11-6-2017                                                              | Città del Messico                                                      | Messico                                                                | 1 – 1                                                                  | Stati Uniti                                                            | Qual. Mondiali 2018                                                    | -                                                                      |                                                                        |
| 18-6-2017                                                              | Kazan'                                                                 | Portogallo                                                             | 2 – 2                                                                  | Messico                                                                | Conf. Cup 2017 - 1º turno                                              | -                                                                      |                                                                        |
| 21-6-2017                                                              | Soči                                                                   | Messico                                                                | 2 – 1                                                                  | Nuova Zelanda                                                          | Conf. Cup 2017 - 1º turno                                              | -                                                                      | 46’ 90’                                                                |
| 24-6-2017                                                              | Kazan'                                                                 | Messico                                                                | 2 – 1                                                                  | Russia                                                                 | Conf. Cup 2017 - 1º turno                                              | -                                                                      |                                                                        |
| 29-6-2017                                                              | Soči                                                                   | Germania                                                               | 4 – 1                                                                  | Messico                                                                | Conf. Cup 2017 - Semifinale                                            | -                                                                      |                                                                        |
| 2-7-2017                                                               | Mosca                                                                  | Portogallo                                                             | 2 – 1 dts                                                              | Messico                                                                | Conf. Cup 2017 - Finale 3º posto                                       | -                                                                      |                                                                        |
| 2-9-2017                                                               | Città del Messico                                                      | Messico                                                                | 1 – 0                                                                  | Panama                                                                 | Qual. Mondiali 2018                                                    | -                                                                      |                                                                        |
| 6-10-2017                                                              | San Luis Potosí                                                        | Messico                                                                | 3 – 1                                                                  | Trinidad e Tobago                                                      | Qual. Mondiali 2018                                                    | 1                                                                      |                                                                        |
| 10-10-2017                                                             | San Pedro Sula                                                         | Honduras                                                               | 3 – 2                                                                  | Messico                                                                | Qual. Mondiali 2018                                                    | -                                                                      | cap.                                                                   |
| 10-11-2017                                                             | Bruxelles                                                              | Belgio                                                                 | 3 – 3                                                                  | Messico                                                                | Amichevole                                                             | -                                                                      |                                                                        |
| 29-5-2018                                                              | Pasadena                                                               | Messico                                                                | 0 – 0                                                                  | Galles                                                                 | Amichevole                                                             | -                                                                      | cap. 61’                                                               |
| 3-6-2018                                                               | Città del Messico                                                      | Messico                                                                | 1 – 0                                                                  | Scozia                                                                 | Amichevole                                                             | -                                                                      | 58’                                                                    |
| 9-6-2018                                                               | Brøndby                                                                | Danimarca                                                              | 2 – 0                                                                  | Messico                                                                | Amichevole                                                             | -                                                                      | 46’                                                                    |
| 17-6-2018                                                              | Mosca                                                                  | Germania                                                               | 0 – 1                                                                  | Messico                                                                | Mondiali 2018 - 1º turno                                               | -                                                                      | 90’                                                                    |
| 23-6-2018                                                              | Rostov sul Don                                                         | Corea del Sud                                                          | 1 – 2                                                                  | Messico                                                                | Mondiali 2018 - 1º turno                                               | -                                                                      |                                                                        |
| 27-6-2018                                                              | Ekaterinburg                                                           | Messico                                                                | 0 – 3                                                                  | Svezia                                                                 | Mondiali 2018 - 1º turno                                               | -                                                                      |                                                                        |
| 2-7-2018                                                               | Samara                                                                 | Brasile                                                                | 2 – 0                                                                  | Messico                                                                | Mondiali 2018 - Ottavi di finale                                       | -                                                                      | 55’                                                                    |
| 6-9-2019                                                               | East Rutherford                                                        | Stati Uniti                                                            | 0 – 3                                                                  | Messico                                                                | Amichevole                                                             | -                                                                      |                                                                        |
| 10-9-2019                                                              | San Antonio                                                            | Argentina                                                              | 4 – 0                                                                  | Messico                                                                | Amichevole                                                             | -                                                                      | 36’ 63’                                                                |
| 12-10-2019                                                             | Hamilton                                                               | Bermuda                                                                | 1 – 5                                                                  | Messico                                                                | CONCACAF Nations League 2019-2020 - 2º turno                           | 1                                                                      | cap.                                                                   |
| 16-10-2019                                                             | Città del Messico                                                      | Messico                                                                | 3 – 1                                                                  | Panama                                                                 | CONCACAF Nations League 2019-2020 - 2º turno                           | -                                                                      | cap.                                                                   |
| 7-10-2020                                                              | Amsterdam                                                              | Paesi Bassi                                                            | 0 – 1                                                                  | Messico                                                                | Amichevole                                                             | -                                                                      | cap. 55’ 81’                                                           |
| 13-10-2020                                                             | L'Aia                                                                  | Messico                                                                | 2 – 2                                                                  | Algeria                                                                | Amichevole                                                             | -                                                                      | cap. 24’                                                               |
| 27-3-2021                                                              | Cardiff                                                                | Galles                                                                 | 1 – 0                                                                  | Messico                                                                | Amichevole                                                             | -                                                                      |                                                                        |
| 30-3-2021                                                              | Wiener Neustadt                                                        | Costa Rica                                                             | 0 – 1                                                                  | Messico                                                                | Amichevole                                                             | -                                                                      | 68’                                                                    |
| 29-5-2021                                                              | Arlington                                                              | Messico                                                                | 2 – 1                                                                  | Islanda                                                                | Amichevole                                                             | -                                                                      | 63’                                                                    |
| 3-6-2021                                                               | Denver                                                                 | Messico                                                                | 0 – 0 dts (5 – 4 dtr)                                                  | Costa Rica                                                             | CONCACAF Nations League 2019-2020 - Semifinale                         | -                                                                      |                                                                        |
| 7-6-2021                                                               | Denver                                                                 | Stati Uniti                                                            | 3 – 2 dts                                                              | Messico                                                                | CONCACAF Nations League 2019-2020 - Finale                             | -                                                                      | cap. 90+2’                                                             |
| 4-7-2021                                                               | Los Angeles                                                            | Messico                                                                | 4 – 0                                                                  | Nigeria                                                                | Amichevole                                                             | 2                                                                      | cap. 67’                                                               |
| 10-7-2021                                                              | Arlington                                                              | Messico                                                                | 0 – 0                                                                  | Trinidad e Tobago                                                      | Gold Cup 2021 - 1º turno                                               | -                                                                      | cap.                                                                   |
| 14-7-2021                                                              | Dallas                                                                 | Guatemala                                                              | 0 – 3                                                                  | Messico                                                                | Gold Cup 2021 - 1º turno                                               | -                                                                      | cap. 86’                                                               |
| 19-7-2021                                                              | Dallas                                                                 | Messico                                                                | 1 – 0                                                                  | El Salvador                                                            | Gold Cup 2021 - 1º turno                                               | -                                                                      | cap. 80’ 86’                                                           |
| 25-7-2021                                                              | Glendale                                                               | Messico                                                                | 3 – 0                                                                  | Honduras                                                               | Gold Cup 2021 - Quarti di finale                                       | -                                                                      | cap.                                                                   |
| 30-7-2021                                                              | Houston                                                                | Messico                                                                | 2 – 1                                                                  | Canada                                                                 | Gold Cup 2021 - Semifinale                                             | 1                                                                      | cap.                                                                   |
| 2-8-2021                                                               | Paradise                                                               | Stati Uniti                                                            | 1 – 0                                                                  | Messico                                                                | Gold Cup 2021 - Finale                                                 | -                                                                      | cap. 72’                                                               |
| 7-10-2021                                                              | Città del Messico                                                      | Messico                                                                | 1 – 1                                                                  | Canada                                                                 | Qual. Mondiali 2022                                                    | -                                                                      | 76’                                                                    |
| 10-10-2021                                                             | Città del Messico                                                      | Messico                                                                | 3 – 0                                                                  | Honduras                                                               | Qual. Mondiali 2022                                                    | -                                                                      |                                                                        |
| 13-10-2021                                                             | San Salvador                                                           | El Salvador                                                            | 0 – 2                                                                  | Messico                                                                | Qual. Mondiali 2022                                                    | -                                                                      | 63’                                                                    |
| 12-11-2021                                                             | Cincinnati                                                             | Stati Uniti                                                            | 2 – 0                                                                  | Messico                                                                | Qual. Mondiali 2022                                                    | -                                                                      |                                                                        |
| 17-11-2021                                                             | Edmonton                                                               | Canada                                                                 | 2 – 1                                                                  | Messico                                                                | Qual. Mondiali 2022                                                    | 1                                                                      |                                                                        |
| 27-1-2022                                                              | Kingston                                                               | Giamaica                                                               | 1 – 2                                                                  | Messico                                                                | Qual. Mondiali 2022                                                    | -                                                                      |                                                                        |
| 30-1-2022                                                              | Città del Messico                                                      | Messico                                                                | 0 – 0                                                                  | Costa Rica                                                             | Qual. Mondiali 2022                                                    | -                                                                      |                                                                        |
| 2-2-2022                                                               | Città del Messico                                                      | Messico                                                                | 1 – 0                                                                  | Panama                                                                 | Qual. Mondiali 2022                                                    | -                                                                      | 46’                                                                    |
| 24-3-2022                                                              | Città del Messico                                                      | Messico                                                                | 0 – 0                                                                  | Stati Uniti                                                            | Qual. Mondiali 2022                                                    | -                                                                      |                                                                        |
| 27-3-2022                                                              | San Pedro Sula                                                         | Honduras                                                               | 0 – 1                                                                  | Messico                                                                | Qual. Mondiali 2022                                                    | -                                                                      | 29’                                                                    |
| 2-6-2022                                                               | Glendale                                                               | Messico                                                                | 0 – 3                                                                  | Uruguay                                                                | Amichevole                                                             | -                                                                      | 58’                                                                    |
| 5-6-2022                                                               | Chicago                                                                | Messico                                                                | 0 – 0                                                                  | Ecuador                                                                | Amichevole                                                             | -                                                                      |                                                                        |
| 9-11-2022                                                              | Girona                                                                 | Messico                                                                | 4 – 0                                                                  | Iraq                                                                   | Amichevole                                                             | -                                                                      | 46’                                                                    |
| 16-11-2022                                                             | Girona                                                                 | Messico                                                                | 1 – 2                                                                  | Svezia                                                                 | Amichevole                                                             | -                                                                      | 62’                                                                    |
| 22-11-2022                                                             | Doha                                                                   | Messico                                                                | 0 – 0                                                                  | Polonia                                                                | Mondiali 2022 - 1º turno                                               | -                                                                      | 71’                                                                    |
| 26-11-2022                                                             | Lusail                                                                 | Argentina                                                              | 2 – 0                                                                  | Messico                                                                | Mondiali 2022 - 1º turno                                               | -                                                                      | 66’                                                                    |
| 9-9-2023                                                               | Arlington                                                              | Messico                                                                | 2 – 2                                                                  | Australia                                                              | Amichevole                                                             | -                                                                      | 77’                                                                    |
| Totale                                                                 |                                                                        | Presenze                                                               | 105                                                                    |                                                                        | Reti                                                                   | 10                                                                     |                                                                        |

## Palmarès

### Club

#### Competizioni nazionali
- Supercoppa di Portogallo: 2

Porto: 2013; 2018
- Campionato portoghese: 1

Porto: 2017-2018
- Campionato spagnolo: 1

Atletico Madrid: 2020-2021
- Lamar Hunt U.S. Open Cup: 1

Houston Dynamo: 2023
- Campionato messicano: 1

Toluca: 2024-2025 (Clausura)

#### Competizioni internazionali
- CONCACAF Champions League: 1

Pachuca: 2009-2010

### Nazionale

#### Competizioni giovanili
- Torneo di Tolone: 1

2012
- Torneo di qualificazione olimpica maschile (CONCACAF) : 1

2012

#### Competizioni maggiori
- Oro olimpico: 1

2012
- Gold Cup: 1

2015

### Individuale
- Miglior calciatore del Torneo di Tolone: 1

2012
- Primeira Liga Team of the Year:

2014-2015
- Assistman della FIFA Confederations Cup: 1

2017 (3 assist)
- SPJF Goal della stagione: 1

2017-2018
- CONCACAF Best XI: 2

2017, 2018
- MLS Best XI: 1

2023